# Équipe des Tonga de rugby à XV à la Coupe du monde 1995
L'équipe des Tonga de rugby à XV dispute la coupe du monde 1995, organisée par l'Afrique du Sud, en étant dans la poule D pour la première phase; elle affronte la France, l'Écosse et la Côte d'Ivoire. Ils s'inclinent 38-10 contre les Français avant de perdre également contre l'Écosse 41-5, et de finalement vaincre les Ivoiriens 29-11.
Lors de leur deuxième participation à une coupe du monde de rugby à XV, les Tonga finissent donc à la troisième de leur poule, et sont donc éliminés.

## Les qualifications
L'équipe des Tonga de rugby à XV a pu disputer cette coupe du monde via le tournoi qualificatif régional d'Océanie. Pour cela, ils ont disputé une double confrontation contre les Fidji les 12 juin et 17 juillet 1993. Pour le premier match, les Tonga se sont imposés à Suva sur le score de 11-24, avant de perdre à Nuku'alofa sur le score de 10-15. Ils remporte donc cette double confrontation à la différence de points.

## Liste des joueurs
Voici la liste de joueurs convoqués par le sélectionneur Fakahau Valu pour participer à cette compétition :

### Piliers
- Sa'ili Fe`ao
- Kalau Fukofuka
- Takau Lutua
- Etuini Talakai

### Talonneurs
- Fololisi Masila
- Fe'ao Vunipola

### Deuxième ligne
- Inoke Afeaki
- Pouvalu Latukefu
- Willie Lose
- Falamani Mafi

### Troisième ligne
- Feleti Fakaongo
- Ipolito Fenukitau
- Feleti Mahoni
- Mana Otai (capitaine)

### Demi de mêlée
- Nafe Tufui
- Manu Vunipola

### Demi d’ouverture
- Akuila Mafi
- Elisi Vunipola

### Trois-quarts centre
- Penieli Latu
- Simana Mafile'o
- Unuoi Va'enuku
- Tevita Manako
- Falanisi Manukia

### Trois-quarts aile
- Alasika Taufa
- Tevita Va`enuku

### Arrière
- Taipe Isitolo
- Sateki Tuipulotu

## Les matchs
Les Tonga disputent trois matchs préliminaires dans la Poule B,,.
| 26 mai 1995 | France | 38 - 10 | Tonga                                                          | Loftus Versfeld, Pretoria                     |                                               |
|             | Essais: Lacroix (2), Hueber, Saint-André Transformations: Lacroix (3) Pénalités: Lacroix (3) Drop: Delaigue |         | Essai: Va'enuku Transformation: Tuipulotu Pénalités: Tuipulotu | Spectateurs : 22 000 Arbitrage : Steve Lander | Spectateurs : 22 000 Arbitrage : Steve Lander |

| 30 mai 1995 | Écosse                                                                                           | 41 - 5 | Tonga             | Loftus Versfeld, Pretoria                    |                                              |
|             | Essais: S. Hastings, Peters, G. Hastings Transformations: G. Hastings Pénalités: G. Hastings (8) |        | Essais: Fenukitau | Spectateurs : 21 000 Arbitrage : Barry Leask | Spectateurs : 21 000 Arbitrage : Barry Leask |

| 3 juin 1995 | Côte d'Ivoire                    | 11 - 29 | Tonga | Olympia Park, Rustenburg                     |                                              |
|             | Essais: Okou Pénalités: Dali (2) |         | Essais: Essai de pénalité, Latukefu, Otai, Tuipulotu Transformations: Tuipulotu (3) Pénalités: Tuipulotu | Spectateurs : 15 000 Arbitrage : Don Reordan | Spectateurs : 15 000 Arbitrage : Don Reordan |

### Classement de la poule C
|               | MJ | V | N | D | PP  | PC  | Pts |
| ------------- | -- | - | - | - | --- | --- | --- |
| France        | 3  | 3 | 0 | 0 | 114 | 47  | 9   |
| Écosse        | 3  | 2 | 0 | 1 | 149 | 27  | 7   |
| Tonga         | 3  | 1 | 0 | 2 | 44  | 98  | 5   |
| Côte d'Ivoire | 3  | 0 | 0 | 3 | 37  | 172 | 3   |